# Pietrar (pasăre)
Pietrarii sunt păsări paseriforme din genul Oenanthe. Au fost considerați anterior ca fiind membri ai familiei sturzilor, Turdidae, dar acum sunt plasați mai frecvent în familia muscătorilor, Muscicapidae. Acesta este un grup distribuit în Lumea Veche, doar pietrarul sur se poate găsi în estul și în vestul Canadei și în Alaska.

## Taxonomie
Genul Oenanthe a fost introdus de ornitologul francez Louis Jean Pierre Vieillot în 1816 cu Oenanthe leucura, pietrar negru de stâncă, ca specie tip. Genul includea anterior mai puține specii, dar studiile filogenetice moleculare ale păsărilor din familia Muscicapidae din Lumea Veche au descoperit că genul Cercomela era polifiletic cu cinci specii, inclusiv specia tip C. melanura, plasată filogenetic în genul Oenanthe.
  Aceasta a implicat că Cercomela și Oenanthe erau sinonime. 
Genul  Oenanthe (Vieillot, 1816) are prioritate taxonomică față de Cercomela (Bonaparte, 1856), făcând din Cercomela un sinonim junior. Cu toate acestea, Cercomela este considerat un gen valabil pe Lista Clements a Păsărilor Lumii, gestionată de Laboratorul de Ornitologie al Universității Cornell.
Numele genului, Oenanthe, este, de asemenea, numele unui gen de plante, și este derivat din grecescul ainos „vin” și anthos „floare”, de la parfumul florii. În cazul pietrarului, se referă la întoarcerea păsărilor primăvara în Grecia, când înflorește vița de vie înflorește.

## Lista speciilor
Genul conține 32 de specii:
- Pietrar sur, Oenanthe oenanthe
- Pietrar de Atlas, Oenanthe seebohmi[11]
- Pietrar cu creștet negru, Oenanthe pileata
- Pietrar cu piept roșu, Oenanthe bottae
- Pietrarul lui Heuglin, Oenanthe heuglinii
- Pietrar răsăritean, Oenanthe isabellina
- Pietrar cu glugă albă, Oenanthe monacha
- Pietrar de deșert, Oenanthe deserti
- Pietrar mediteranean, Oenanthe hispanica
- Pietrar mediteranean cu urechi negre, Oenanthe melanoleuca
- Pietrar de Cipru, Oenanthe cypriaca
- Pietrar negru, Oenanthe pleschanka
- Pietrar cu frunte albă, Oenanthe albifrons  (anterior fie în Pentholaea fie în Myrmecocichla)
- Pietrar somalez, Oenanthe phillipsi
- Pietrar cu târtiță roșcată, Oenanthe moesta
- Pietrar cu coadă neagră, Oenanthe melanura (anterior în Cercomela)
- Pietrar familiar, Oenanthe familiaris (anterior în Cercomela)
- Pietrar cu coadă brună, Oenanthe scotocerca  (anterior în Cercomela)
- Pietrar sumbru de stâncă, Oenanthe dubia (anterior în Cercomela)
- Pietrar brun de stâncă, Oenanthe fusca (anterior înCercomela)
- Pietrar oriental, Oenanthe picata
- Pietrar negru de stâncă, Oenanthe leucura (specie tip)
- Pietrarul lui Shalow, Oenanthe lugubris
- Pietrar de grohotiș, Oenanthe leucopyga
- Pietrarul lui Hume, Oenanthe alboniger
- Pietrar caucazian, Oenanthe finschii
- Pietrar de Maghre, Oenanthe halophila[11]
- Pietrar sumbru, Oenanthe lugens
- Pietrar de bazalt, Oenanthe warriae[11]
- Pietrar arabic, Oenanthe lugentoides
- Pietrar cu coadă roșie, Oenanthe xanthoprymna
- Pietrar persan, Oenanthe chrysopygia

## Galerie

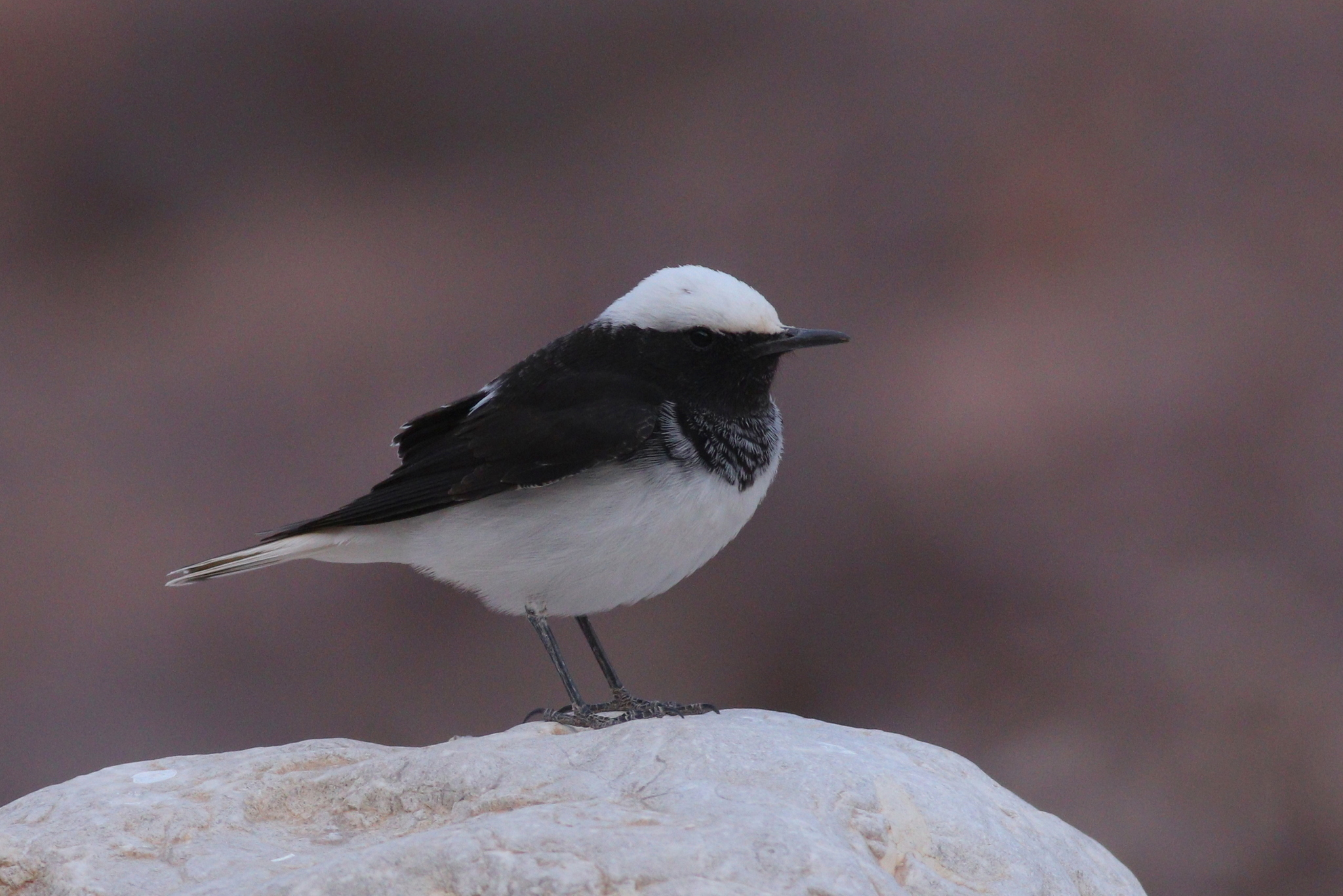
Pietrar cu glugă albă (Oenanthe monacha)
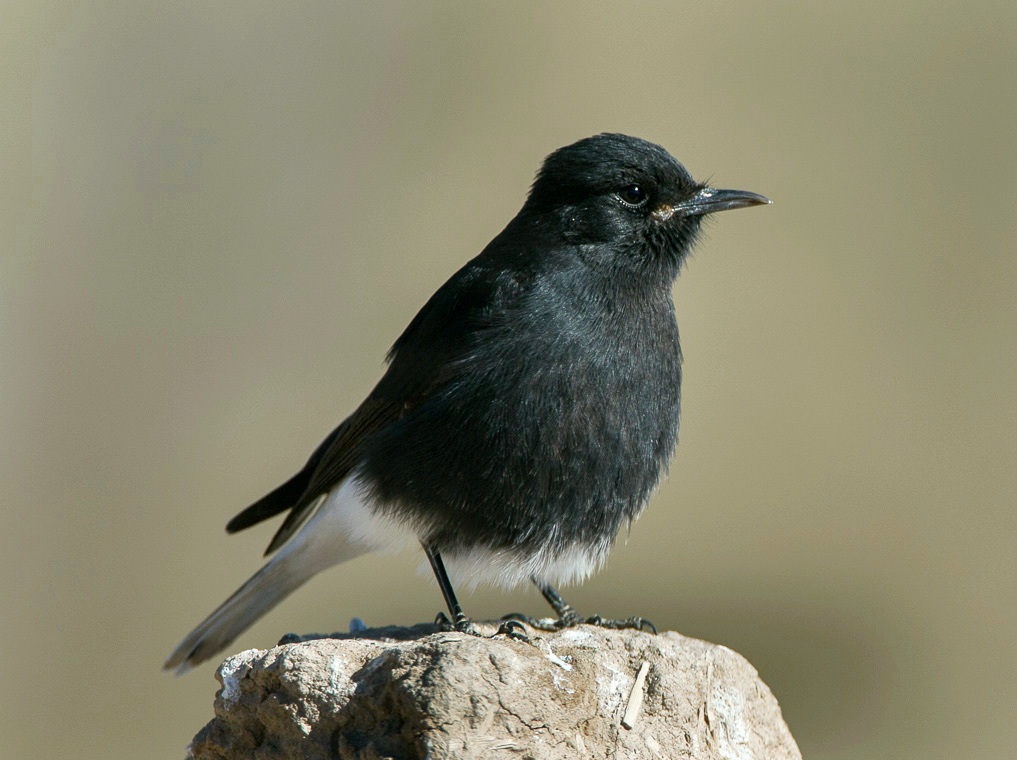
Pietrar negru de stâncă (Oenanthe leucura)
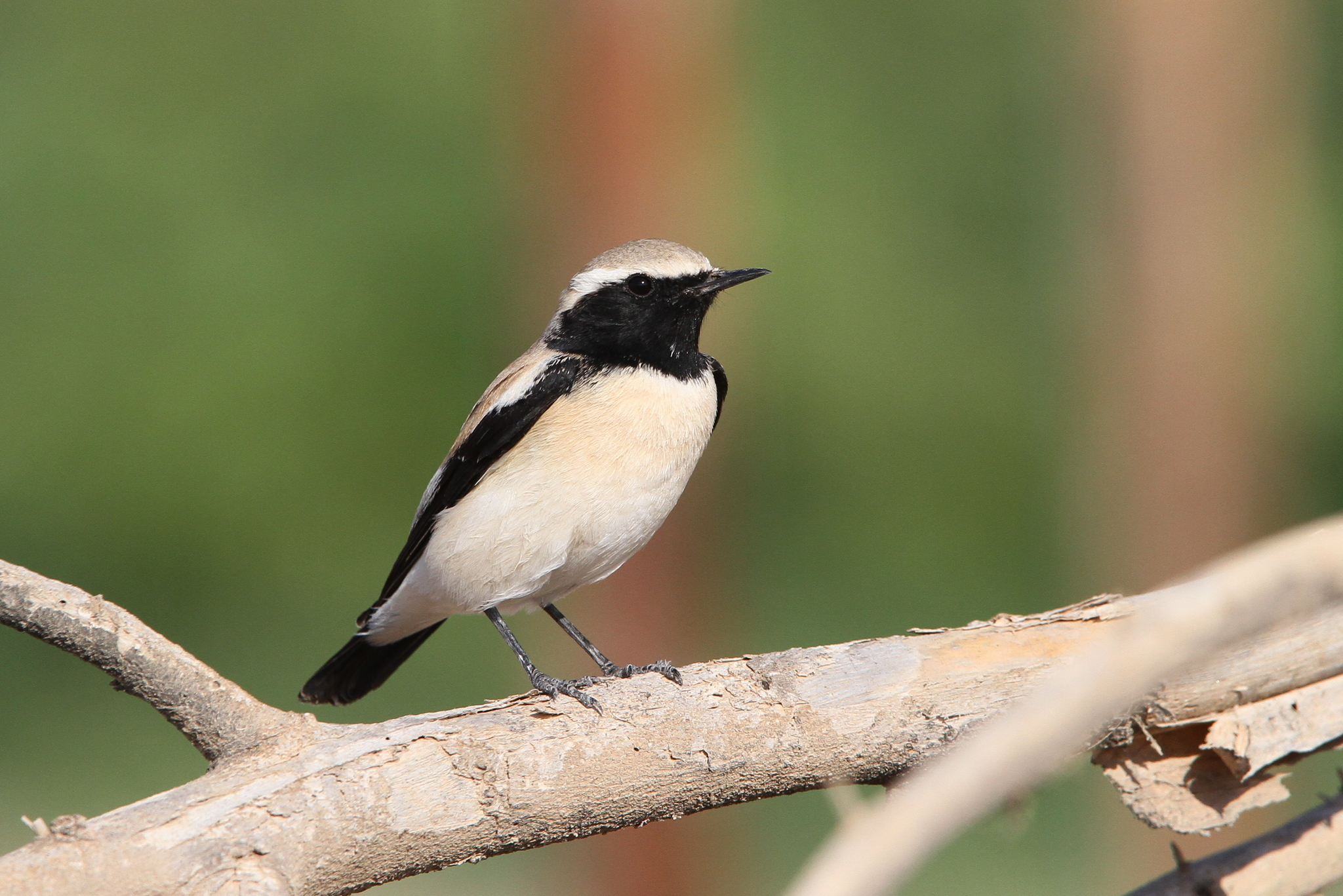
Pietrar de deșert (Oenanthe deserti)
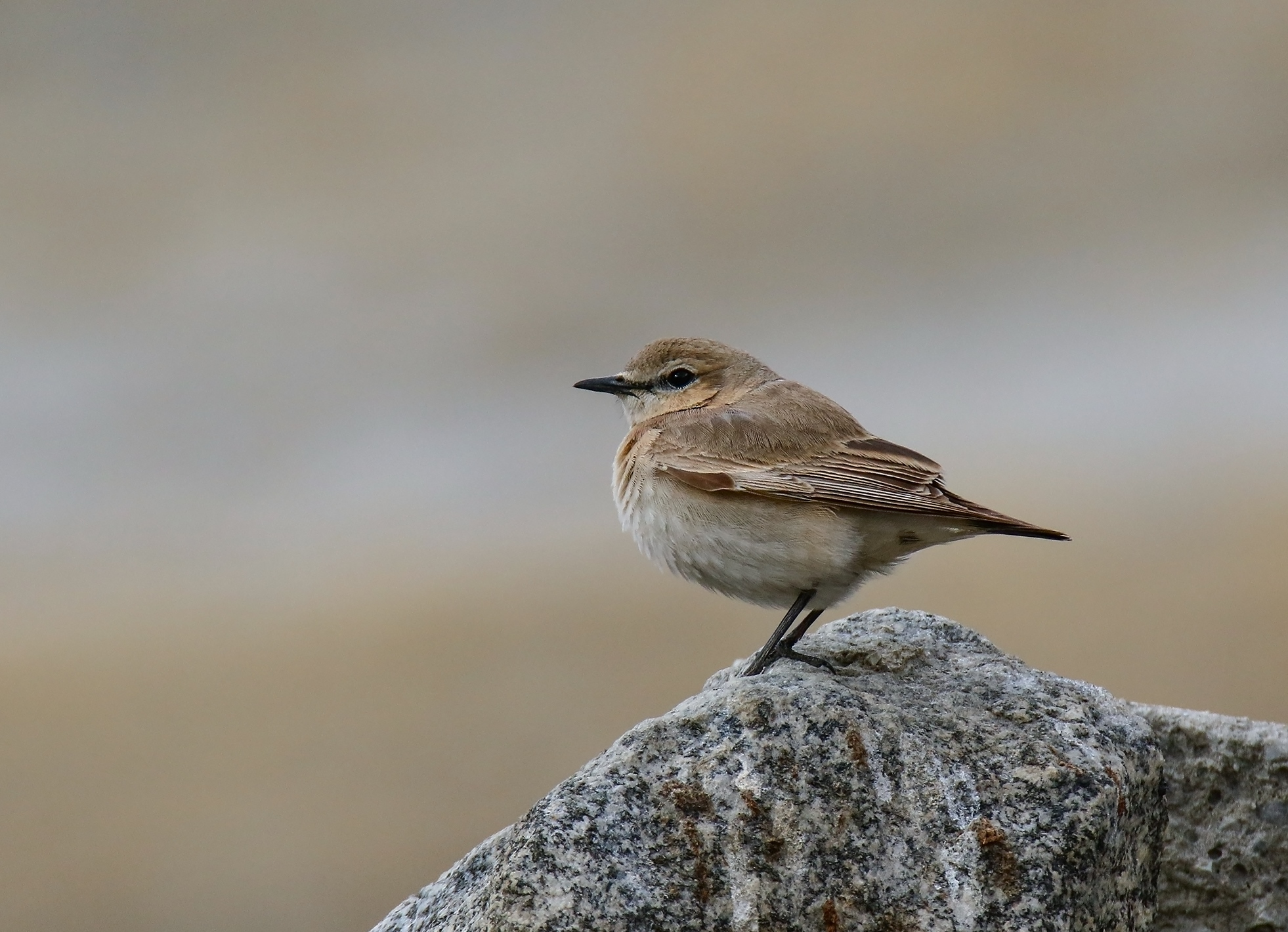
Pietrar răsăritean (Oenanthe isabellina)
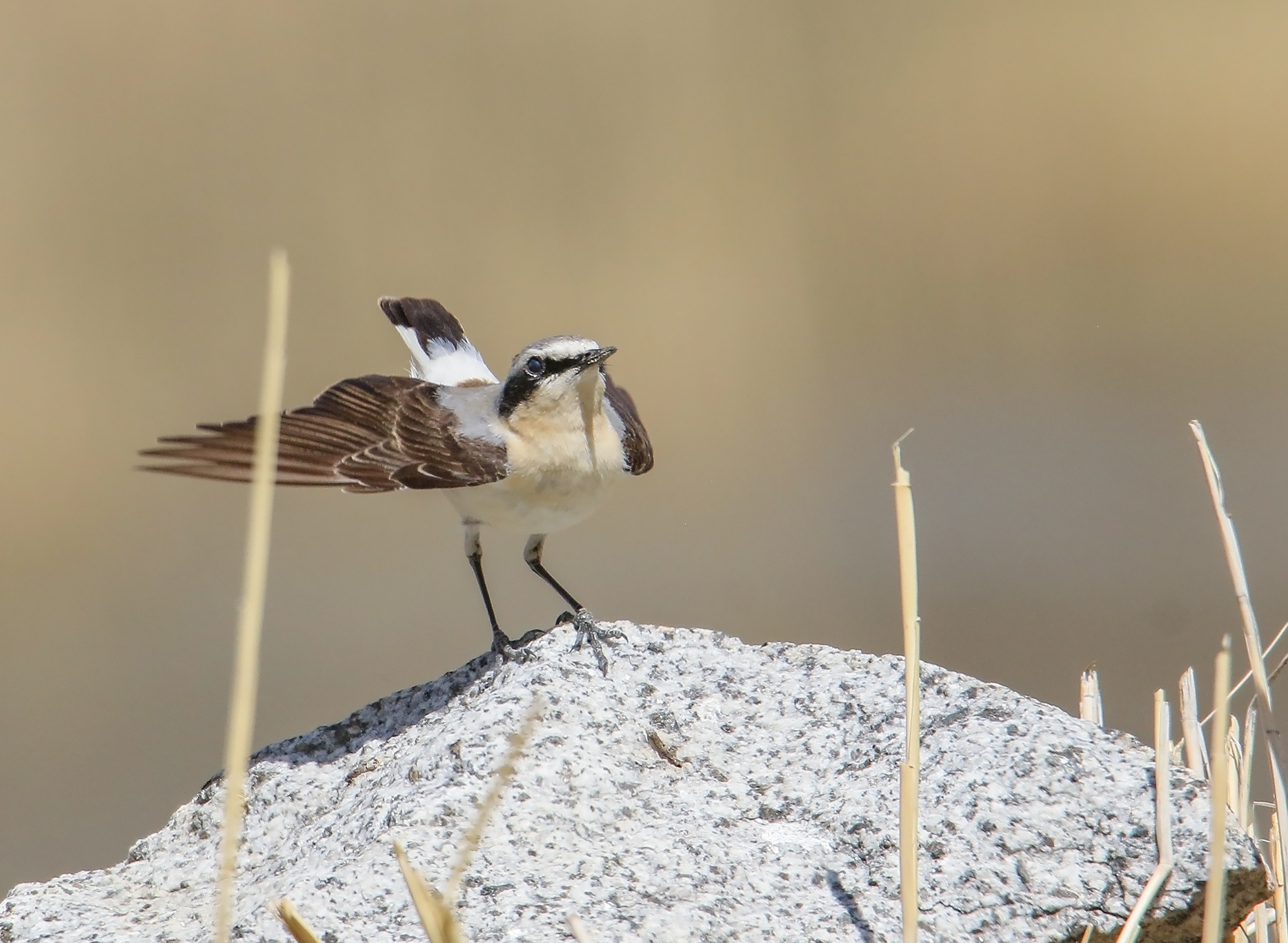
Pietrar sur (Oenanthe oenanthe)
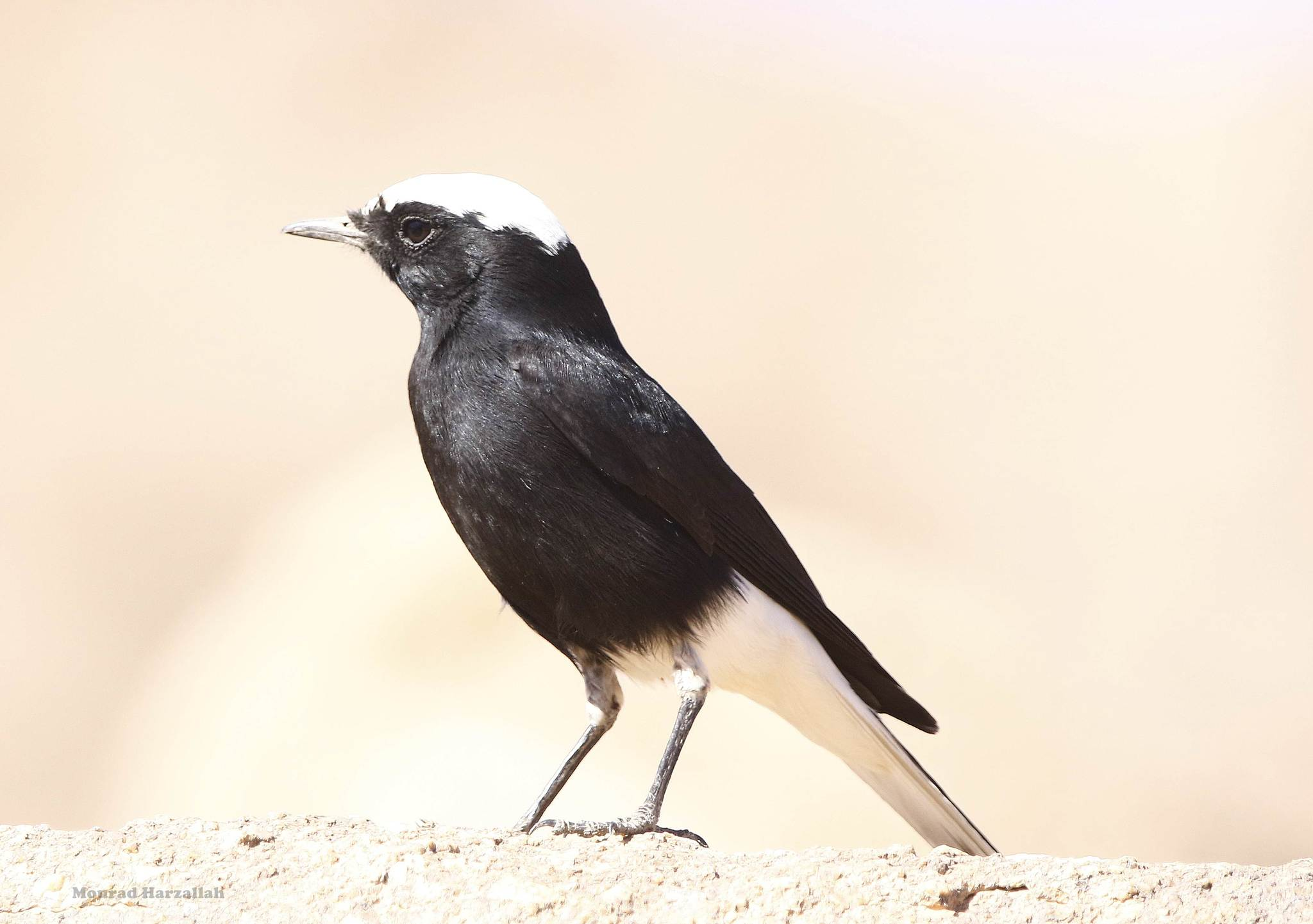
Pietrar de grohotiș (Oenanthe leucopyga)